# Cluster dell'Expo 2015

Rappresentazione geografica dei Cluster ad Expo 2015

I cluster dell'Expo 2015 sono stati i nove padiglioni collettivi, previsti all'interno del sito espositivo, dedicati a Paesi che hanno in comune una caratteristica agricola o geografica, e che hanno sviluppato in un unico spazio espositivo, seppur autonomamente, un tema comune.

## Caratteristiche
Essi hanno rappresentato una vera discontinuità con le Expo del passato che avevano sempre raggruppato i Paesi secondo criteri esclusivamente geografico-continentali. I temi selezionati per i nove cluster furono pensati anche per essere espansi ad ulteriori padiglioni nazionali, creando veri e propri percorsi tematici.

### Elenco dei cluster
Tre dei cluster erano caratterizzati da un itinerario tematico mentre gli altri sei erano legati a prodotti o filiere alimentari specifiche. 
- Identità tematica:
  1. Zone Aride - L'agricoltura e l'alimentazione nelle zone aride
  2. Isole, mare e cibo
  3. Bio-Mediterraneo - Salute, bellezza e armonia
- Filiera alimentare:
  1. Riso – Abbondanza e sicurezza
  2. Caffè – L'energia delle idee
  3. Cacao e cioccolato – Il cibo degli dei
  4. Cereali e tuberi – Vecchie e nuove colture
  5. Frutta e legumi
  6. Spezie - Il mondo delle spezie

## Bio-Mediterraneo

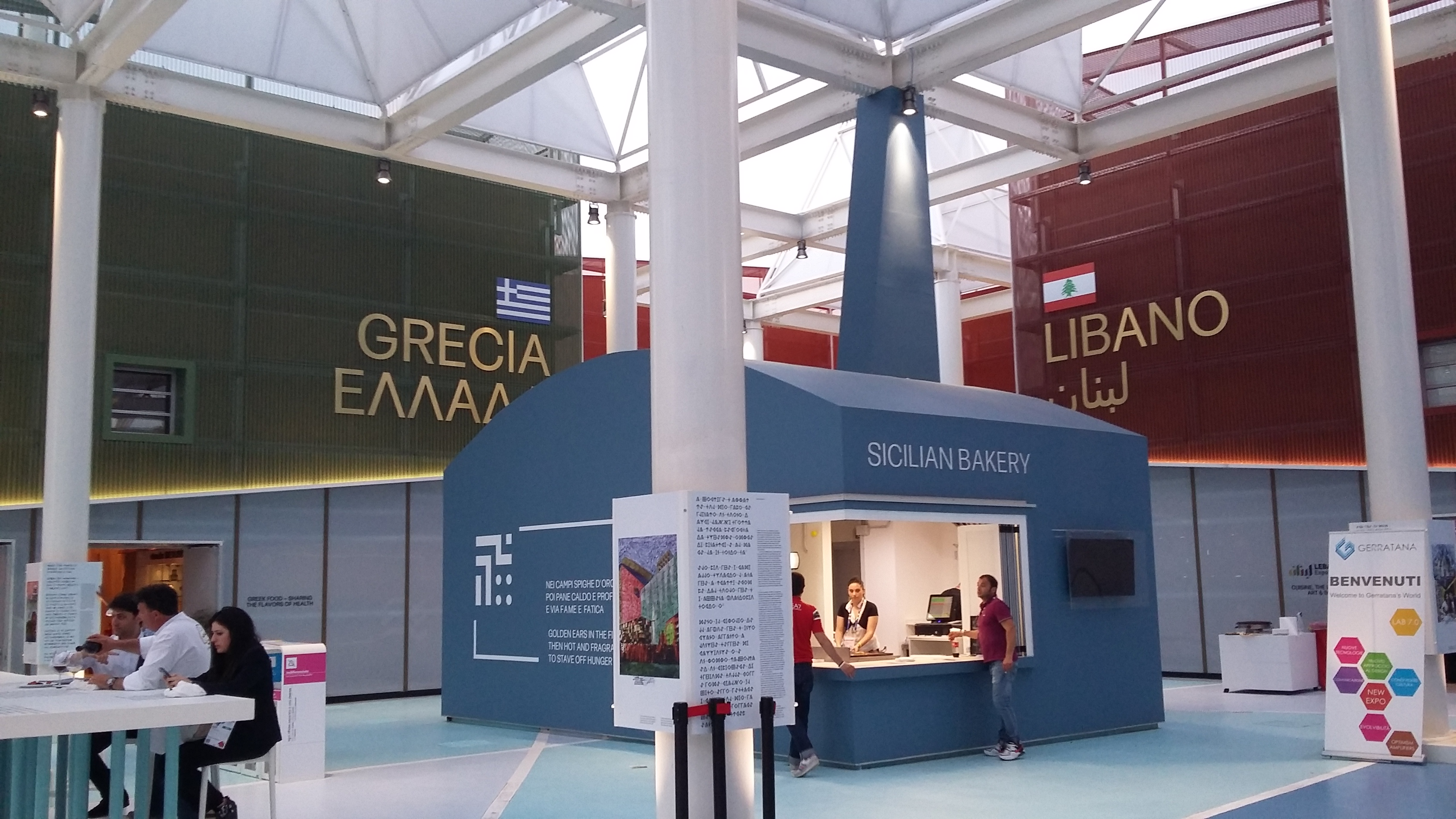
Cluster Bio-Mediterraneo

Questo cluster fu denominato ufficialmente Bio-Mediterraneo - Salute, bellezza e armonia e raggruppava i Paesi che si affacciano sul mare Nostrum che sono accomunati dalla comune dieta mediterranea.
Fu composto da dodici edifici e quattro chioschi che si affacciavano su una piazza coperta da una pergola. Il cluster occupava il lotto denominato B1 per un totale di 7.304 m² e sviluppava il tema sotto il titolo The White Dream (Il Sogno Bianco) che richiamava il tema del Mare Bianco caro ai popoli mediterranei. Il lotto base si è composto di una superficie di 125 m²: Egitto e Algeria occupavano tre lotti, Montenegro, Serbia, Libia e Croazia due, tutti gli altri lotti singoli. Al centro del cluster un palco per eventi, spettacoli e show cooking.
La Regione Siciliana è stata partner ufficiale del cluster. Il progetto prevedeva la gestione delle aree ristorazione (una pasticceria, una panetteria, un'enoteca), delle mostre e del market (Sicilia - The mediterranean market) dei prodotti all'interno dell'area comune.
Sono state inoltre predisposte quattro mostre tematiche:
- Lungo le rotte dei Fenici, il popolo al quale si può far risalire l'unicità della cultura mediterranea
- Il viaggio di Ulisse, sulle scie dell'eroe omerico tra le produzioni agricole dei vari Paesi,
- Il grano, il pesce, il vino e l'olio, ovvero come gli alimenti fondamentali della dieta mediterranea sono declinati nelle cucine dei Paesi mediterranei
- Le ceramiche mediterranee, una tradizione secolare presente in tutte le culture mediterranee

Sono stati presenti nel cluster i seguenti Paesi:
| Cluster Bio-mediterraneo | Cluster Bio-mediterraneo | Cluster Bio-mediterraneo | Cluster Bio-mediterraneo | Cluster Bio-mediterraneo | Cluster Bio-mediterraneo |
| Paese                    | Tema | Immagine                 | Descrizione              | Giorno nazionale         |                          |
| ------------------------ | --- | ------------------------ | ------------------------ | ------------------------ | ------------------------ |
| Albania                  | Our Food, Our Story, Our Mystery Il nostro cibo, la nostra storia, il nostro mistero                                                                                           |                          |                          | 19 ottobre               |                          |
| Algeria                  | Agricultural Heritage and Technological Development for Food Self-Sufficiency Valorizzazione del patrimonio agricolo e sviluppo tecnologico verso l'autosufficienza alimentare |                          |                          | 8 agosto                 |                          |
| Egitto                   | Isis, the Flying Seed: The Incomplete Journey Iside, il seme volante: il viaggio incompiuto                                                                                    |                          |                          | 23 luglio                |                          |
| Grecia                   | Greek Food: Sharing the Flavors of Health Il cibo greco: condividere i sapori della salute                                                                                     |                          |                          | 21 settembre             |                          |
| Libano                   | Cuisine, the Lebanese Art and Soul La cucina, l'arte e l'anima libanese |                          |                          | 26 settembre             |                          |
| Malta                    | Derived From the Past, Preserved for the Future, Experienced at Expo Milano 2015 Provenienti dal passato, custodite per il futuro, da provare a Expo Milano 2015               |                          |                          | 16 luglio                |                          |
| Montenegro               | Healthy with Every Bite! Salute ad ogni morso! |                          |                          | 21 maggio                |                          |
| San Marino               | Small Enough To Be Great Abbastanza piccolo da essere grande |                          |                          | 14 giugno                |                          |
| Serbia                   | Taste Food, Feel Life Assapora il cibo, senti la vita |                          |                          | 22 giugno                |                          |
| Tunisia                  | Tunisia - Naturally Generous Tunisia - naturalmente generosa |                          |                          | 27 maggio                |                          |

### World Expo Museum

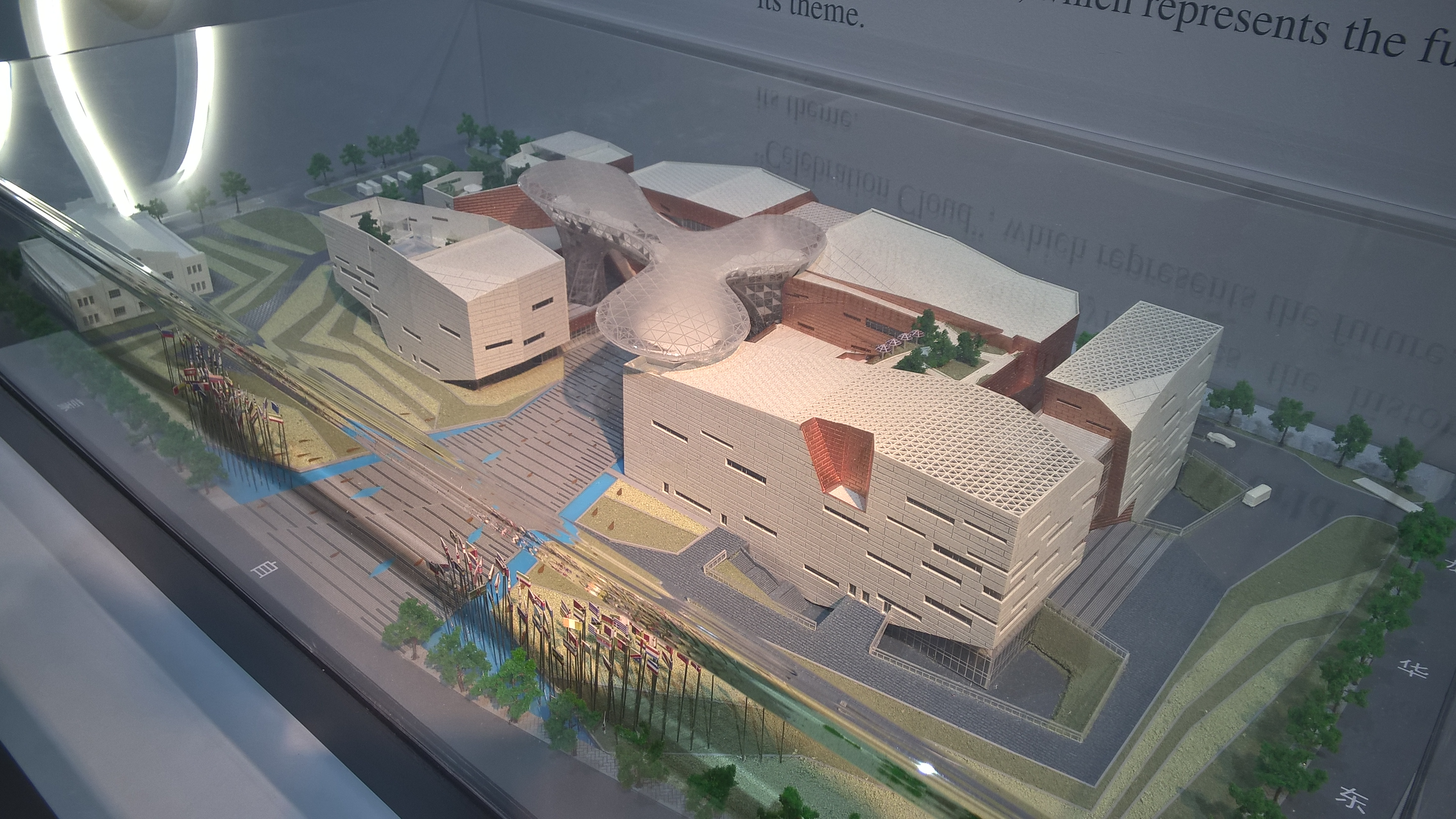
Plastico del World Expo Museum presentato nel padiglione

Il cluster Bio-Mediterraneo ha ospitato un padiglione dedicato al World Expo Museum in costruzione a Shanghai, l'unico ente ufficialmente autorizzato dal BIE quale museo e centro documentale. Il padiglione proponeva un'esposizione dal tema Everything Begins With Expo (Tutto comincia con Expo), che esplorava la storia delle esposizioni universali a partire dal 1851 e il loro ruolo nella promozione e condivisione della cultura, delle arti, della scienza e del progresso tecnologico.

## Cacao
Il cluster dedicato al cacao ha occupato i lotti da S14 a S17 per un totale di 3.546 m² ed è ufficialmente indicato con il nome Cacao - Il cibo degli Dei. L'area espositiva occupa 875 m², le aree comuni 2.541 m² ed è stata predisposta anche un'area eventi da 696 m². Tutti i partecipanti hanno avuto a disposizione un'area da 125 m² tranne il Gabon che aveva opzionato un lotto da 250 m².
Eurochocolate è stato partner e advisor del cluster.
| Camerun             | Cocoa Cultivation, an Argument for Opportunities La coltivazione del cacao, un dibattito in favore delle opportunità |  |  |
| Costa d'Avorio      | Producing Cocoa for the Planet. Respectfully. Produrre cacao in maniera sostenibile per tutto il pianeta             |  |  |
| Cuba                | Cuba - On The Road to Food Sovereignty Cuba - sulla strada per l'indipendenza alimentare                             |  |  |
| Gabon               | Food That Benefits All Lifestyles L'alimentazione a vantaggio degli stili di vita                                    |  |  |
| Ghana               | Cocoa: Your Wealth, Health and Heritage Il cacao: la tua ricchezza, salute ed eredità                                |  |  |
| São Tomé e Príncipe | Biodiversity with Cocoa and Pleased Culture Biodiversità con il cacao e cultura della felicità                       |  |  |

## Caffè

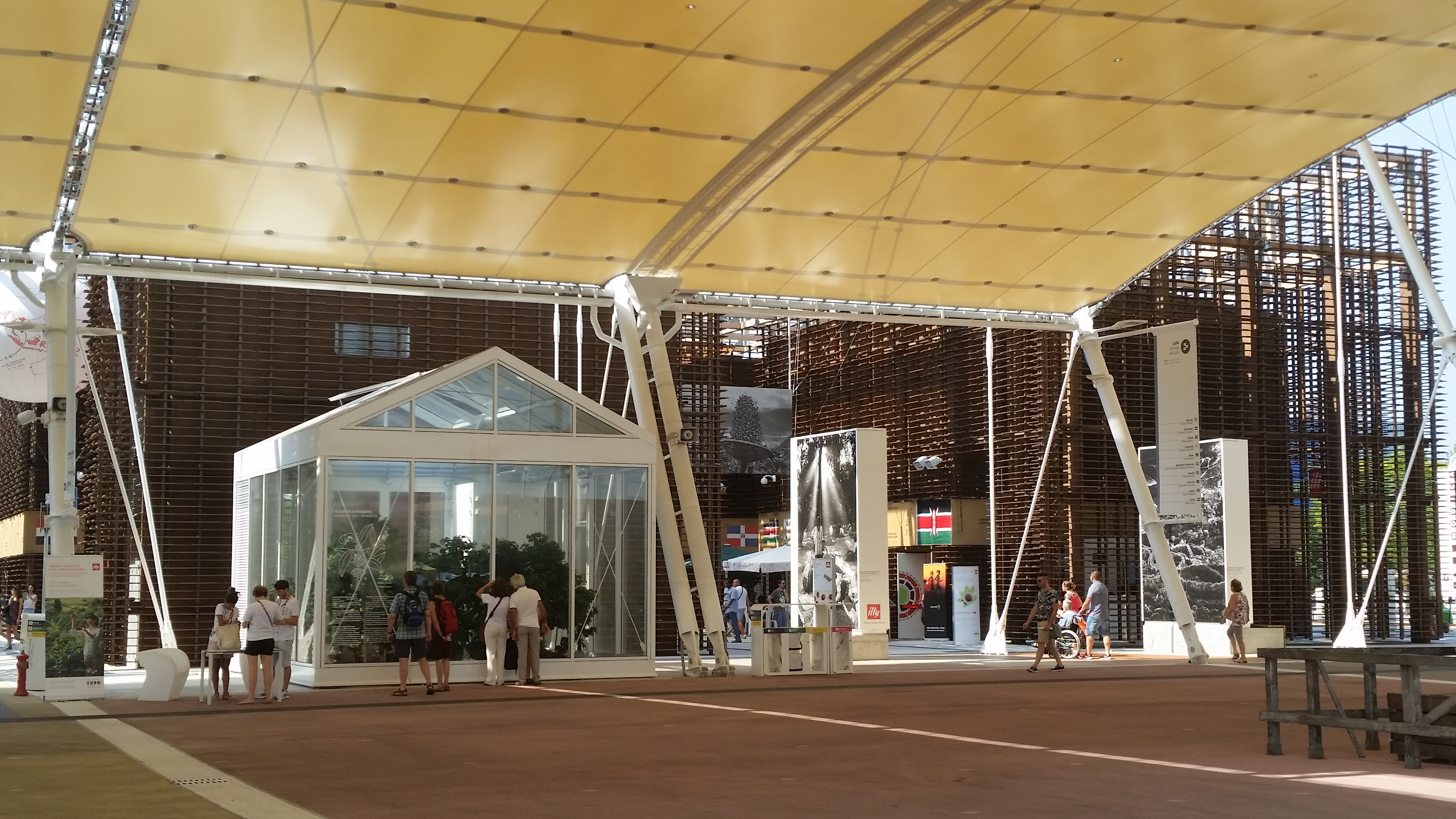
Cluster del Caffè

Il cluster Caffè - L'energia delle idee ha raggruppato molti dei principali Paesi produttori di caffè, in un ambiente caratterizzato da tre lotti nei quali sono stati ubicati otto padiglioni costituiti da moduli base singoli e un padiglione con modulo doppio. Occupa i 4.435 m² dei lotti da S18 a S22. L'area ha presentato copertura e pannellature dei padiglioni in legno, oltre che da una pavimentazione colorata con tutte le tonalità del caffè. Una grande area comune da poco meno di 3.000 m² era corredata da 122 m² di area eventi e un totale di 1.250 m² di area espositiva.
Vi era inoltre un'area espositiva, con serre per la conservazione di piante di caffè cresciute fuori opera e qui trapiantate per il periodo dell'Expo, aree di ristoro e pannelli informativi con fotografie di campi di caffè.
L'azienda triestina Illycaffè è stata partner ufficiale del cluster. Direttore del Cluster fu Roberto Morelli, Business Development Executive Director dell'azienda.
| Cluster Caffè   | Cluster Caffè | Cluster Caffè | Cluster Caffè | Cluster Caffè   | Cluster Caffè |
| Paese           | Tema | Immagine      | Descrizione   | Dimensione (m2) |               |
| --------------- | --- | ------------- | ------------- | --------------- | ------------- |
| Burundi         | A Discovery of the Five Senses: Burundi Alla scoperta dei cinque sensi: il Burundi |               |               | 125             |               |
| El Salvador     | Quality and Diversity of Coffee. Sustainable and Competitive Production Qualità e varietà del caffè all'insegna della produzione sostenibile e competitiva                                      |               |               | 125             |               |
| Etiopia         | Ethiopia the Root of Coffee and Much More Etiopia, le radici del caffè e molto altro |               |               | 125             |               |
| Guatemala       | The Heart of the Mayan World Il cuore del mondo Maya |               |               | 125             |               |
| Kenya           | The Masterpiece of the Planet Puzzle Il capolavoro del puzzle del pianeta |               |               | 125             |               |
| Rep. Dominicana | Empowering Family Farmers so They Can Feed Themselves, Their Communities, and the World Mettere le famiglie di agricoltori nelle condizioni di nutrire loro stesse, le loro comunità e il mondo |               |               | 125             |               |
| Ruanda          | Coffee Journey to a Prosperous Land of a Thousand Hills Il viaggio del caffè nella prospera terra delle mille colline                                                                           |               |               | 125             |               |
| Timor Est       | The Tale of the Timorese Coffee Farmer La storia del produttore di caffè timorese |               |               | 125             |               |
| Uganda          | Enhancing Food Security With Coffee Aumentare la sicurezza alimentare con il caffè |               |               | 125             |               |
| Yemen           | Mocha Coffee and Sidr Honey, Yemen's Gift to the World Il caffè Mocha e il sidro di miele, i doni dello Yemen al mondo                                                                          |               |               | 125             |               |

## Cereali e tuberi

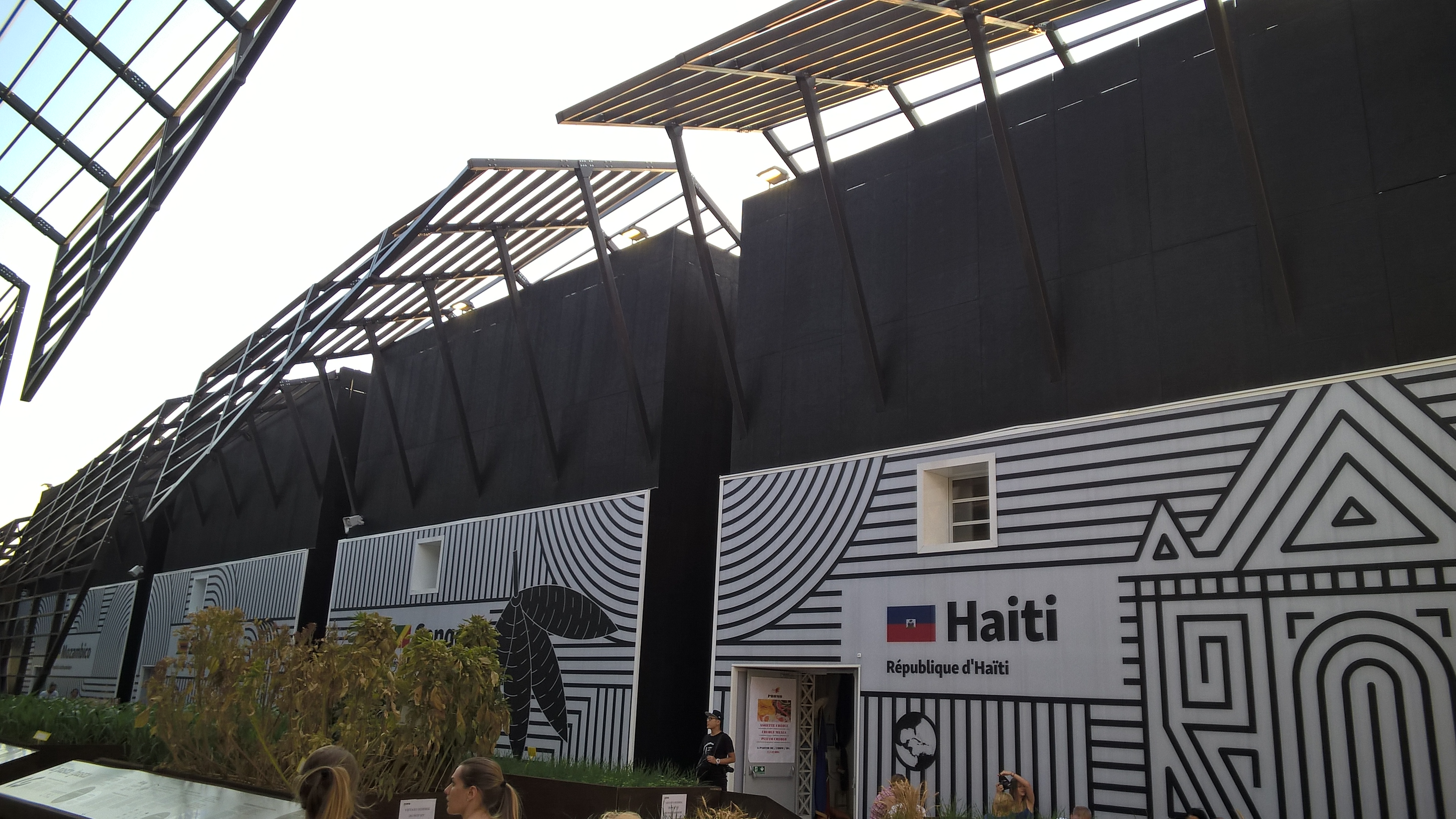
Cluster Cereali e Tuberi

Questo cluster è stato denominato ufficialmente Cereali e Tuberi - Vecchie e nuove colture ed era dedicato a quei Paesi, tendenzialmente del cosiddetto Terzo Mondo, che basano la propria economia agricola su cereali e tuberi. Era composto da 7 edifici modulari rivestiti di juta; il corridoio centrale era ricoperto da frangisole e accompagnava verso una piazza coperta, caratterizzata da un grande camino, sulla quale si affacciava un edificio destinato a cucina. L'area totale del cluster è stata di 3.820 m², per una totale area espositiva dei paesi 1.125 m² (125 m² per ogni lotto base). L'area comune ha occupato 2.455 m², con un'area eventi da 290 m². Il cluster occupava i lotti S36 ed S37.
Lungo la durata della manifestazione, per periodi limitati, presso il padiglione dello Zimbabwe è stato possibile assaggiare il crocoburger, lo zebraburger e il savanaburger, ovvero hamburger preparati rispettivamente con carne di coccodrillo, di zebra e di pitone.
| Cluster Cereali e Tuberi | Cluster Cereali e Tuberi | Cluster Cereali e Tuberi | Cluster Cereali e Tuberi | Cluster Cereali e Tuberi |
| Paese                    | Tema | Immagine                 | Giornata nazionale       |                          |
| ------------------------ | --- | ------------------------ | ------------------------ | ------------------------ |
| Bolivia                  | Quinoa, a Future Sown Thousands of Years Ago Quinoa, un futuro seminato migliaia di anni fa                                                                                           |                          |                          |                          |
| Haiti                    | From the Earth to the Plate, Let's Share and Enrich Our Heritage Dalla terra al piatto, condividiamo e arricchiamo la nostra eredità                                                  |                          |                          |                          |
| Mozambico                | From Tradition to Innovation: Feeding Lives and Nurturing Dreams Dalla tradizione all'innovazione: nutrire le vite, coltivare i sogni                                                 |                          |                          |                          |
| Rep. del Congo           | Science and Technology at Service of Food Security and Quality La scienza e la tecnologia al servizio della sicurezza e della qualità alimentare                                      |                          |                          |                          |
| Togo                     | Cereals and Tubers Contribution to Food and Nutritional Security of the People of Togo Il contributo di cereali e tuberi alla sicurezza alimentare e nutrizionale del popolo del Togo |                          | 21 agosto                |                          |
| Venezuela                | Venezuela Feeds Its People's Awareness Il Venezuela nutre la coscienza del suo popolo                                                                                                 |                          |                          |                          |
| Zimbabwe                 | Food Security, Sustainable Development: a Healthy Zimbabwe Sicurezza alimentare, sviluppo sostenibile: uno Zimbabwe sano                                                              |                          |                          |                          |

## Frutta e legumi

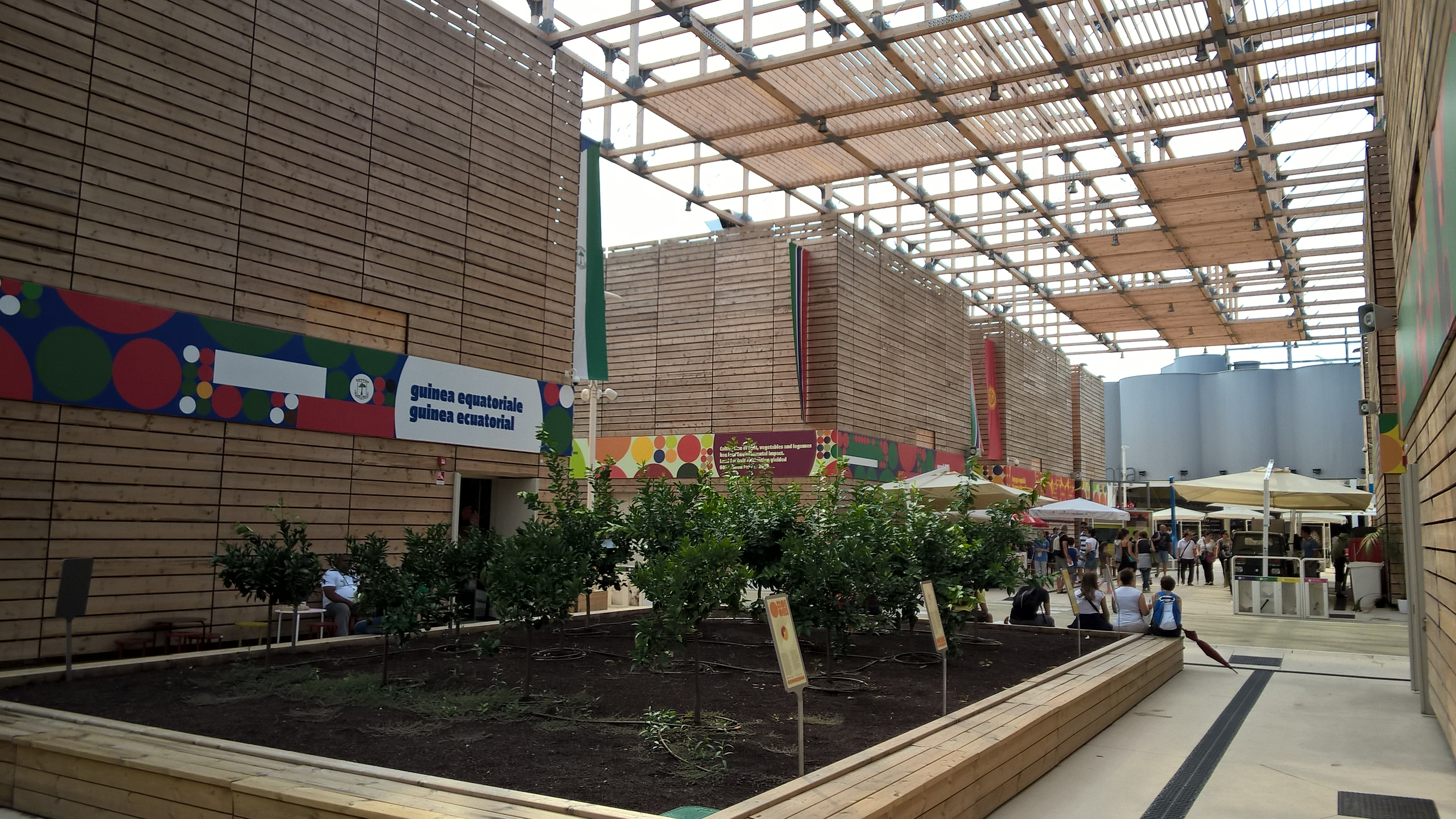
Cluster Frutta e legumi

L'area espositiva era costituita da due lotti separati da una strada trasversale, nei quali erano ubicati nove padiglioni costituiti da moduli base singoli da 125 m², per una superficie totale di circa 1.125 metri quadrati al piano terra. Il cluster occupava i lotti da N24 a N26 per una superficie totale di 3.705 m². Fu caratterizzato da una grande copertura in legno, da giardini di forma geometrica prospicienti il decumano, da un piccolo frutteto e da un mercato faceva da collegamento con il cluster delle spezie. Completavano il cluster un'area comune da 2.515 m² e un'area eventi da 536 m².
Sponsor del cluster è stato Beijing Huiyuan Food & Beverage.
| Cluster Frutta e Legumi | Cluster Frutta e Legumi | Cluster Frutta e Legumi | Cluster Frutta e Legumi | Cluster Frutta e Legumi | Cluster Frutta e Legumi |
| Paese                   | Tema | Immagine                | Descrizione             | Giornata nazionale      |                         |
| ----------------------- | --- | ----------------------- | ----------------------- | ----------------------- | ----------------------- |
| Benin                   | At the Heart of Benin's Cuisine, Nutrition for a Life Bursting with Energy Al cuore della cucina del Benin, alimentazione per una vita piena d'energia |                         |                         |                         |                         |
| Gambia                  | Sustaining the Growth of Micro, Small and Medium Sized Enterprises (MSMEs) in Horticulture for Food Security and Poverty Reduction Sostenere la crescita delle micro, piccole e medie imprese nell'orticoltura per la sicurezza alimentare e la riduzione della povertà |                         |                         |                         |                         |
| Guinea                  | Fruit and Legumes, an Engine for Socio-Economic Development and Poverty Reduction in Guinea Frutta e legumi, un motore di sviluppo socio-economico e di riduzione della povertà in Guinea                                                                               |                         |                         |                         |                         |
| Guinea Equatoriale      | Balanced Nutrition and Sustainable Nature for Development Alimentazione equilibrata e natura sostenibile per lo sviluppo |                         |                         |                         |                         |
| Kirghizistan            | All Nature is Here Tutta la natura è qui |                         |                         |                         |                         |
| RD del Congo            | Using Natural Resources Based on Their Potential Utilizzare le risorse naturali in base alle loro possibilità |                         |                         |                         |                         |
| Sri Lanka               | A Green Paradise Un paradiso verde |                         |                         |                         |                         |
| Uzbekistan              | The Flavor of the Sun Il sapore del sole |                         |                         |                         |                         |
| Zambia                  | Come, Let Us Make Food Vieni, produciamo cibo insieme |                         |                         |                         |                         |

## Isole, mare e cibo
Raggruppava tutti i piccoli Paesi che occupano isole o arcipelaghi, accomunati da una dieta basata sullo sfruttamento delle risorse marine. Era costituito da due edifici realizzati mediante moduli ed una zona degustazione, più una piazza coperta caratterizzata da frangisole di canne di bambù, per un totale di 2.535 m² (lotto B2).
Partecipava al lotto in qualità di Organizzazione Internazionale, la Comunità caraibica (CARICOM) che ha occupato, insieme ai propri stati associati, uno dei due edifici.
| Cluster Isole                                                                                  | Cluster Isole | Cluster Isole | Cluster Isole | Cluster Isole   | Cluster Isole |
| Paese                                                                                          | Tema | Immagine      | Descrizione   | Dimensioni (m2) |               |
| ---------------------------------------------------------------------------------------------- | --- | ------------- | ------------- | --------------- | ------------- |
| CARICOM Barbados Belize Dominica Grenada Guyana Saint Vincent e Grenadine Saint Lucia Suriname | Sustainable Food Production for Peoples of the Caribbean Community Produzione sostenibile di cibo per i popoli della Comunità Caraibica                |               |               |                 |               |
| Comore                                                                                         | Eat Comorian to Eat Healthy Mangiare sano, mangiare comoriano                                                                                          |               |               | 125             |               |
| Corea del Nord                                                                                 | Ginseng, the national specialty recognized as the best health food Il ginseng, la specialità nazionale riconosciuta come il migliore cibo della salute |               |               | 125             |               |
| Guinea-Bissau                                                                                  | Seafood and Savannah Agriculture I frutti di mare e l'agricoltura della savana                                                                         |               |               | 125             |               |
| Madagascar                                                                                     | Discovering Madagascar's Marine Biodiversity: Healthy and Sustainable Food Alla scoperta della biodiversità: mangiare in modo sano e sostenibile       |               |               | 125             |               |
| Maldive                                                                                        | |               |               | 125             |               |

## Riso
Riso - Abbondanza e sicurezza fu dedicato al riso e occupava i lotti da S10 a S13 per un totale di 3.548 m². L'area ospitava sei Paesi espositori, ognuno dei quali gestiva uno spazio individuale posto su due livelli da 125 m².
| Bangladesh                   | Sustainability in Rice Production for Better Life Under Changing Climate Sostenibilità nella produzione di riso per una vita migliore in un'era di cambiamenti climatici |  |  |
| Birmania                     | |  |  |
| Cambogia                     | Rice Crop Grown on the Cambodian Land Rich in Cultural Heritage Il riso cresciuto in terra cambogiana, coltura di una terra dalla ricca eredità culturale                |  |  |
| India/Padiglione del Basmati | |  |  |
| Laos                         | Rice Biodiversity - Food and Lao Culture Biodiversità del riso - cibo e cultura del Laos                                                                                 |  |  |
| Sierra Leone                 | Food Security – A Means to the Agenda for Prosperity Sicurezza alimentare - un mezzo dell'agenda per la prosperità                                                       |  |  |

## Spezie

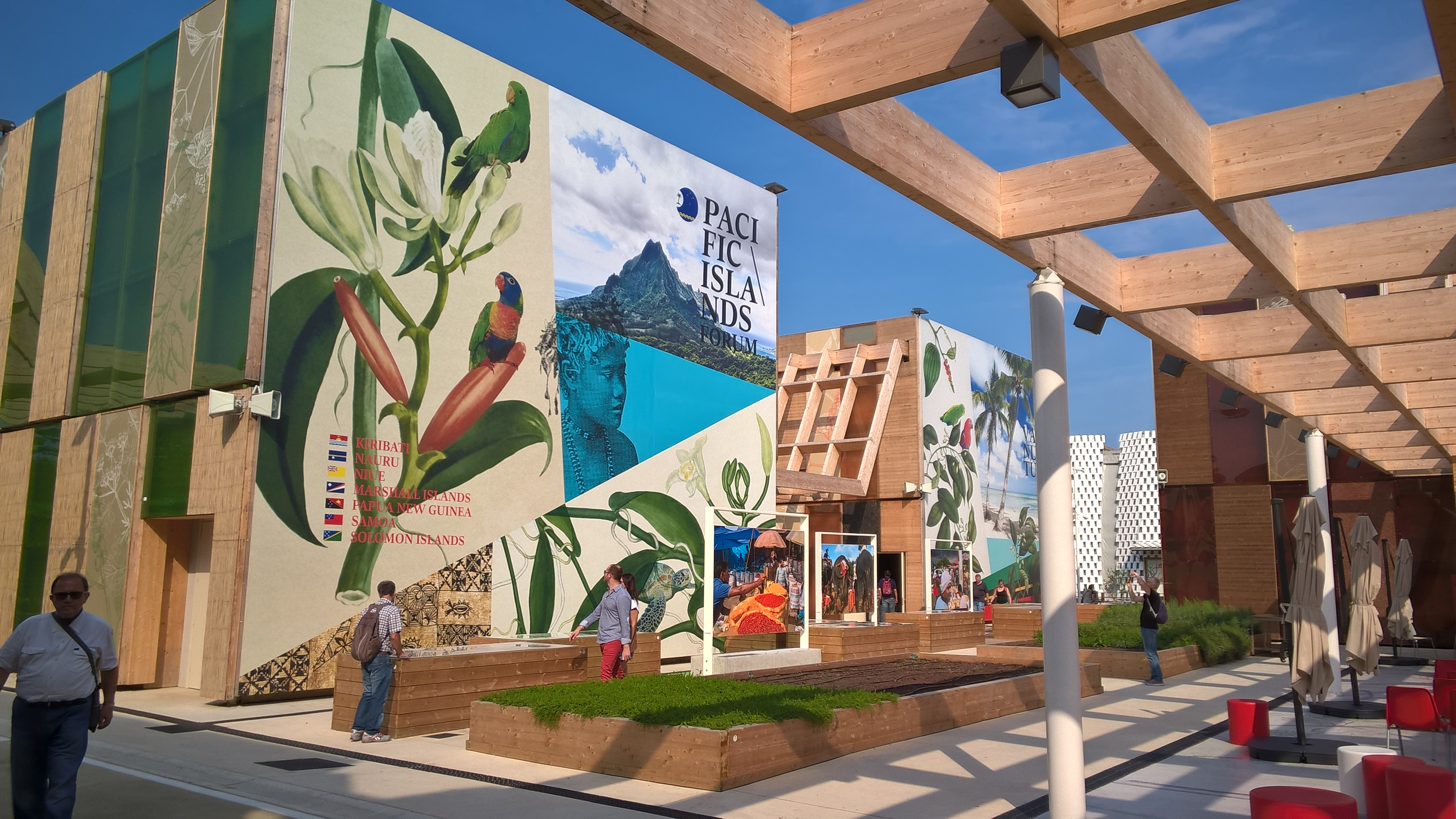
Cluster Spezie

Il mondo delle spezie ha ospitato i Paesi che fanno del commercio delle spezie la loro principale fonte di ricchezza. Conteneva tre padiglioni singoli e due doppi, per un totale di 875 metri quadrati circa a piano terra. L'area espositiva era quella dei lotti da N27 a N29 per un totale di 3.702 m² ed è stata caratterizzata dalla presenza di grandi vasche in legno per la coltivazione delle spezie, nelle quali le nazioni hanno potuto mettere in mostra le proprie tecniche e pratiche agricole.
Partecipava al lotto in qualità di Organizzazione Internazionale, il Forum delle isole del Pacifico.
Sponsor del cluster è stato Beijing Huiyuan Food & Beverage.
| Cluster Spezie | Cluster Spezie | Cluster Spezie | Cluster Spezie | Cluster Spezie  | Cluster Spezie |
| Paese | Tema | Immagine       | Descrizione    | Dimensione (m2) | Giorno         |
| --- | --- | -------------- | -------------- | --------------- | -------------- |
| Afghanistan | Eating for Longevity, Afghanistan Amazingly Real Alimenti per la longevità, un Afghanistan sorprendentemente reale             |                |                | 125             |                |
| Brunei | Science and Technology for Food Safety, Security and Quality Scienza e tecnologia per garantire cibo sano, sicuro e di qualità |                |                | 375             |                |
| Forum delle isole del Pacifico Isole Marshall Isole Salomone Kiribati Nauru Niue Papua Nuova Guinea Samoa Tonga Tuvalu | |                |                |                 |                |
| Tanzania | Experience Tanzanian Culture Through Food and Spices Sperimentare la cultura della Tanzania attraverso il cibo e le spezie     |                |                | 125             | 13 luglio      |
| Vanuatu | Go Organic for Better Life - Vanuatu Scegli il biologico per una vita migliore - Vanuatu                                       |                |                | 250             |                |

## Zone aride

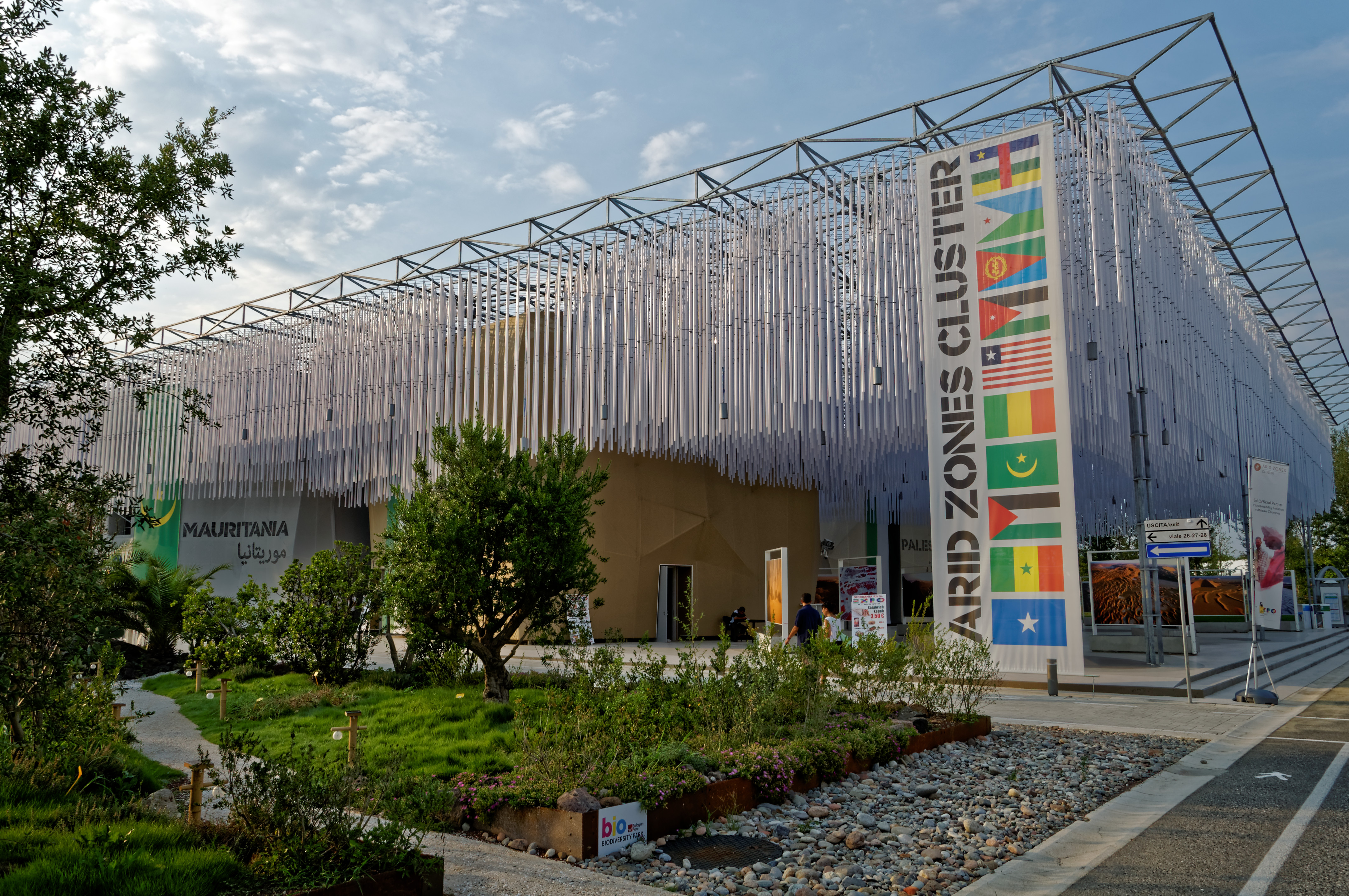
Cluster delle Zone Aride

Il cluster dedicato ai Paesi che affrontano i problemi della desertificazione e del clima arido fu denominato ufficialmente L'agricoltura e l'alimentazione delle zone aride ed era costituito da 8 edifici modulari posti attorno ad una piazza coperta caratterizzata da cilindri cavi in policarbonato appesi ad una struttura in acciaio. Il lotto occupava 4.030 m², è denominato B3 ed è posto in zona nord-est nella stessa area dei cluster Bio-Mediterraneo e Isole.
| Cluster Zone Aride | Cluster Zone Aride | Cluster Zone Aride | Cluster Zone Aride | Cluster Zone Aride | Cluster Zone Aride |
| Paese              | Tema | Immagine           | Descrizione        | Dimensione (m2)    |                    |
| ------------------ | --- | ------------------ | ------------------ | ------------------ | ------------------ |
| Eritrea            | Flourishing in Arid Zones, The Eritrean Experience Rigogliosi nelle Zone Aride: l'esperienza dell'Eritrea |                    |                    | 125                |                    |
| Gibuti             | Land of a Thousand and One Flavors Il Paese dai mille e un sapore |                    |                    | 62,5               |                    |
| Giordania          | |                    |                    | 125                |                    |
| Liberia            | |                    |                    | 125                |                    |
| Mali               | |                    |                    | 125                |                    |
| Mauritania         | Irrigated Culture Under Palm Trees of the Arid Regions of the Desert and Dairy Food Le colture irrigate all'ombra dei palmeti nelle zone aride del deserto e l'alimentazione casearia                            |                    |                    | 125                |                    |
| Palestina          | Holy Olive Tree Il sacro olivo |                    |                    | 125                |                    |
| Senegal            | Produce, Nourish and Protect: the Challenges of Food Security and Sustainable Development in Senegal Produrre, nutrire e proteggere: le sfide della sicurezza alimentare e dello sviluppo sostenibile in Senegal |                    |                    | 125                |                    |
| Somalia            | Plentiful Life From a Little Water: Somalia - Its Animals, Its Fragrances L'abbondanza della vita nella scarsità d'acqua: Somalia - i suoi animali, i suoi profumi                                               |                    |                    | 62,5               |                    |